# Pancrustacea
Als Pancrustacea oder Tetraconata wird eine Gruppe der Gliederfüßer bezeichnet, in der die Insekten mit den Krebstieren zu einer Gruppe zusammengefasst werden. Dies ist Gegenstand verschiedener phylogenetischer Hypothesen. 

## Systematik
Die Systematik innerhalb der Euarthropoden (Gliederfüßer im engeren Sinn ohne Onychophora und Tardigrada) ist, wie ihre Verwandtschaftszugehörigkeit zu außenstehenden Gruppen, immer noch umstritten. 

### Traditionelle Gliederung
Traditionell werden die Cheliceraten (Pfeilschwänze und Spinnentiere) den Mandibeltieren (Mandibulata) (Tausendfüßer, Krebse und Insekten) gegenübergestellt. Innerhalb des Taxons Mandibulata ist die Frage offen, ob die Insekten mit den Tausendfüßern als Tracheata (Antennata) zusammengefasst werden sollten. Argumente hierfür sind Gemeinsamkeiten, wie die Reduktion der 2. Antenne und der Besitz von spezifischen Tracheen:
|                           | Krebstiere (Crustacea)                                                                                     |
|                           | |
| Tracheentiere (Tracheata) | \| \| Sechsfüßer (Hexapoda, unter anderem Insekten) \| \| \| \| \| \| Tausendfüßer (Myriapoda) \| \| \| \| |
|                           | \| \| Sechsfüßer (Hexapoda, unter anderem Insekten) \| \| \| \| \| \| Tausendfüßer (Myriapoda) \| \| \| \| |
|                           | Sechsfüßer (Hexapoda, unter anderem Insekten)                                                              |
|                           | |
|                           | Tausendfüßer (Myriapoda)                                                                                   |
|                           | |

|  | Sechsfüßer (Hexapoda, unter anderem Insekten) |
|  |                                               |
|  | Tausendfüßer (Myriapoda)                      |
|  |                                               |

|                           | Krebstiere (Crustacea)                                                                                     |
|                           | |
| Tracheentiere (Tracheata) | \| \| Sechsfüßer (Hexapoda, unter anderem Insekten) \| \| \| \| \| \| Tausendfüßer (Myriapoda) \| \| \| \| |
|                           | \| \| Sechsfüßer (Hexapoda, unter anderem Insekten) \| \| \| \| \| \| Tausendfüßer (Myriapoda) \| \| \| \| |
|                           | Sechsfüßer (Hexapoda, unter anderem Insekten)                                                              |
|                           | |
|                           | Tausendfüßer (Myriapoda)                                                                                   |
|                           | |

|  | Sechsfüßer (Hexapoda, unter anderem Insekten) |
|  |                                               |
|  | Tausendfüßer (Myriapoda)                      |
|  |                                               |

### Tetraconatahypothese
Nach verschiedenen Untersuchungen wird häufig in der Literatur die Hypothese vertreten, dass die Insekten innerhalb der Mandibeltiere näher bei den Krebstieren (Crustacea) einzuordnen und den Tausendfüßern als gemeinsames Taxon Tetraconata gegenüberzustellen sind. Das wichtigste Argument hierfür ist der Bau der Komplexaugen bei Krebsen und Insekten. Sie stimmen in ihrem Bau bis ins Detail überein und besitzen zwei Corneagenzellen, vier Semperzellen und acht Retinulazellen. 
|             | Tausendfüßer (Myriapoda)                                                                                 |
|             | |
| Tetraconata | \| \| Sechsfüßer (Hexapoda, unter anderem Insekten) \| \| \| \| \| \| Krebstiere (Crustacea) \| \| \| \| |
|             | \| \| Sechsfüßer (Hexapoda, unter anderem Insekten) \| \| \| \| \| \| Krebstiere (Crustacea) \| \| \| \| |
|             | Sechsfüßer (Hexapoda, unter anderem Insekten)                                                            |
|             | |
|             | Krebstiere (Crustacea)                                                                                   |
|             | |

|  | Sechsfüßer (Hexapoda, unter anderem Insekten) |
|  |                                               |
|  | Krebstiere (Crustacea)                        |
|  |                                               |

|             | Tausendfüßer (Myriapoda)                                                                                 |
|             | |
| Tetraconata | \| \| Sechsfüßer (Hexapoda, unter anderem Insekten) \| \| \| \| \| \| Krebstiere (Crustacea) \| \| \| \| |
|             | \| \| Sechsfüßer (Hexapoda, unter anderem Insekten) \| \| \| \| \| \| Krebstiere (Crustacea) \| \| \| \| |
|             | Sechsfüßer (Hexapoda, unter anderem Insekten)                                                            |
|             | |
|             | Krebstiere (Crustacea)                                                                                   |
|             | |

|  | Sechsfüßer (Hexapoda, unter anderem Insekten) |
|  |                                               |
|  | Krebstiere (Crustacea)                        |
|  |                                               |

### Pancrustaceahypothese
Manche Autoren gehen davon aus, dass sich die Insekten innerhalb der Krebstiere entwickelt haben. Dadurch würde "Crustacea" zu einem Paraphylum, wenn nicht die Insekten mit einbezogen würden. Diese These wird durch den Begriff Pancrustacea ausgedrückt. Argumente hierfür liefert vor allem die Entwicklungsbiologie.
|              | Tausendfüßer (Myriapoda)                                                                     |
|              |                                                                                              |
| Pancrustacea | \| \| Krebstiere (Crustacea) inkl. Sechsfüßer (Hexapoda, unter anderem Insekten) \| \| \| \| |
|              | \| \| Krebstiere (Crustacea) inkl. Sechsfüßer (Hexapoda, unter anderem Insekten) \| \| \| \| |
|              | Krebstiere (Crustacea) inkl. Sechsfüßer (Hexapoda, unter anderem Insekten)                   |
|              |                                                                                              |

|  | Krebstiere (Crustacea) inkl. Sechsfüßer (Hexapoda, unter anderem Insekten) |
|  |                                                                            |

|              | Tausendfüßer (Myriapoda)                                                                     |
|              |                                                                                              |
| Pancrustacea | \| \| Krebstiere (Crustacea) inkl. Sechsfüßer (Hexapoda, unter anderem Insekten) \| \| \| \| |
|              | \| \| Krebstiere (Crustacea) inkl. Sechsfüßer (Hexapoda, unter anderem Insekten) \| \| \| \| |
|              | Krebstiere (Crustacea) inkl. Sechsfüßer (Hexapoda, unter anderem Insekten)                   |
|              |                                                                                              |

|  | Krebstiere (Crustacea) inkl. Sechsfüßer (Hexapoda, unter anderem Insekten) |
|  |                                                                            |

### Myriochelatahypothese
Ebenfalls von manchen Autoren vertreten wird die Myriochelata-Hypothese. Hiernach bilden die Tausendfüßer mit den Kieferklauenträgern das Monophylum Myriochelata, das den Tetraconaten gegenübergestellt wird. Das Hauptargument für die Verwandtschaft von Spinnentieren zu Tausendfüßern ist die übereinstimmende Anzahl der neuronalen Immigrationszentren bei der Ganglienbildung.
|  | Krebstiere (Crustacea)                        |
|  |                                               |
|  | Sechsfüßer (Hexapoda, unter anderem Insekten) |
|  |                                               |

|  | Tausendfüßer (Myriapoda)                                          |
|  |                                                                   |
|  | Kieferklauenträger (Chelicerata) (Pfeilschwänze und Spinnentiere) |
|  |                                                                   |

|  | Krebstiere (Crustacea)                        |
|  |                                               |
|  | Sechsfüßer (Hexapoda, unter anderem Insekten) |
|  |                                               |

|  | Tausendfüßer (Myriapoda)                                          |
|  |                                                                   |
|  | Kieferklauenträger (Chelicerata) (Pfeilschwänze und Spinnentiere) |
|  |                                                                   |

## Quelle
- H. Paulus: Euarthropoda, Gliederfüßer i.e.S In W. Westheide und R. Rieger (Hrsg.): Spezielle Zoologie Teil 1: Einzeller und Wirbellose Tiere. Spektrum Verlag, Heidelberg 2006; S. 463–473
- J. Regier, J. Shultz, A. Zwick, A. Hussey, B. Ball, R. Wetzer, J. Martin, & C. Cunningham: Arthropod relationships revealed by phylogenomic analysis of nuclear protein-coding sequences. Nature, 2010 doi:10.1038/nature08742